# Commission scolaire Central Québec
La Commission scolaire Central Québec (en anglais : Central Québec School Board) est une commission scolaire anglophone desservant les régions situées au centre et au nord du Québec (Canada). Son siège est situé à Québec.

## Description
C'est la fusion, en juillet 1998, des commissions scolaires linguistiques qui a donné naissance à la Commission scolaire Central Québec. Cette fusion a regroupé des écoles qui relevaient auparavant de huit  commissions scolaires différentes. On retrouve maintenant dix-neuf écoles (élémentaires et secondaires) dont un centre de formation professionnelle et d’éducation des adultes, qui relèvent la commission scolaire.
Les écoles couvrent une très grande superficie et certaines sont situées en région éloignée. Les écoles de la commission sont des écoles régionales et non des écoles de quartier, ce qui implique que certains  élèves doivent parcourir de grandes distances à chaque jour, pour se rendre en classe. Huit des écoles de la commission offrent tous les niveaux, allant de la maternelle au 5e secondaire.  

## Territoire
La Commission scolaire Central Québec couvre un très vaste territoire. En fait, c'est la commission scolaire anglophone qui couvre la plus vaste superficie au Québec. Son territoire couvre les régions administratives de la Mauricie, de la Capitale-Nationale, de Chaudière-Appalaches, du Saguenay–Lac-Saint-Jean, et les parties sud et est de la région administrative du Nord-du-Québec.

## Écoles primaires

### Mauricie
- École primaire anglophone de la Mauricie (Trois-Rivières)

### Capitale-Nationale
- École primaire de l'Everest (Québec)
- École primaire Holland (Québec)
- École primaire de Portneuf (Cap-Santé)
- École primaire Sainte-Foy (Québec)
- École primaire Saint-Vincent (Québec)
- École primaire de Valcartier (Saint-Gabriel-de-Valcartier)

### Saguenay–Lac-Saint-Jean
- École primaire régionale Riverside (Saguenay, arrondissement de Jonquière)

### Chaudière-Appalaches
- École primaire Saint-Patrick (Thetford Mines)

### Nord-du-Québec
- École Jimmy Sandy Memorial (Kawawachikamach)

## Écoles primaires et secondaires

### Mauricie
- École secondaire de La Tuque (La Tuque)
- École secondaire de Shawinigan (Shawinigan)

### Capitale-Nationale
- École Dollard-des-Ormeaux (Québec)

### Chaudière-Appalaches
- École secondaire A.S. Johnson Memorial (Thetford Mines)

### Nord-du-Québec
- École MacLean Memorial (Chibougamau)

## Écoles secondaires

### Mauricie
- Académie de Trois-Rivières (Trois-Rivières)
  - Née de la fusion entre Three Rivers High School et St. Patrick's High School

### Capitale-Nationale
- Quebec High School (Québec)
- École secondaire St-Patrick (Québec)

### Saguenay–Lac-Saint-Jean
- École secondaire régionale Riverside (Saguenay, arrondissement de Jonquière)

## Centre de formation professionnelle

### Capitale-Nationale
- Centre de formation Eastern Québec (Québec)